# Kungariket Serbien
Kungariket Serbien (serbiska: Краљевина Србија/Kraljevina Srbija) var en stat som 6 mars 1882 proklamerades som kungarike med Milan Obrenović, regent i Furstendömet Serbien, som kung. Fursten som var länsherre i Osmanska riket, hade 1867 drivit ut alla osmanska soldater och furstendömet hade de facto blivit helt oberoende. I internationella relationer var man föregångare till Jugoslavien, som skapades efter första världskriget på fredskonferensen i Paris 1920. Kungariket Serbien hade dock slutat finnas 1918, då man gick med i tidigare Habsburgska sydslaviska områdena för att bilda Slovenernas, kroaternas och serbernas stat under den serbiska dynastin Karađorđevićs krona.

## Historia

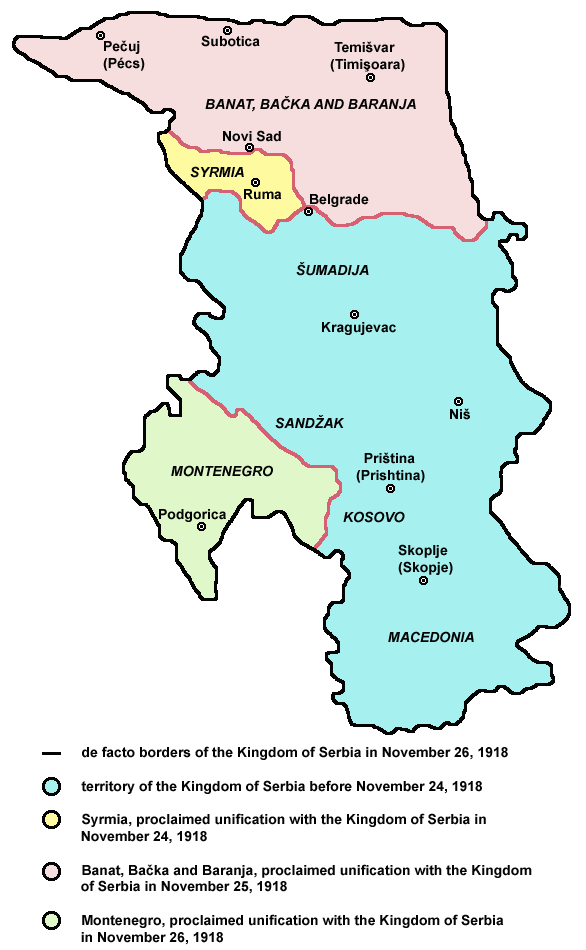
Kungarikets territoriella top 1918.

### Furstendömet Serbien
Furstendömet Serbien var en stat på Balkan som bildades i samband med Serbiska revolutionen 1804-1817. Trots stort motstånd från Osmanska rikets myndigheter lyckades de revolutionära ledarna, först Karađorđe och sedan Miloš Obrenović, befria Serbien efter århundraden av osmanskt styre. Först ingick bara territorier från tidigare Sanjak av Smederevo, men 1831-1833 expanderade det österut, söderut och västerut. 1867 slängdes den osmanska armén ut från furstendömet, och säkrade de facto-oberoende. Serbien utökades sedan sydöst 1878, då det vann fullt internationellt erkännande Berlinkongressen 1878. Furstendömet fanns sedan kvar till 1882, då det blev Kungariket Serbien.

### Serbisk-bulgariska kriget
Serbisk-bulgariska kriget utkämpades mellan Serbien och Bulgarien 14-28 november 1885. Kriget slutade med förlust för Serbien, som misslyckades med att ta Slivnitsaregionen som man ville ha. Bulgarien lyckades framgångsrikt driva tillbaka serberna efter segern i slaget vid Slivnitsa, avancerade mot serbiskt territorium, tog Pirot och säkrade vägen till Niš. Då Österrike-Ungern förklarade att man ville gå med i kriget på Serbiens sida, drog sig Bulgarien tillbaka från Serbien och lämnade den serbisk-bulgariska gränsen så som den var för kriget. Fredsavtalet skrevs på den 19 februari 1886 i Bukarest. Efter kriget godkände flera stater Bulgariens enande som inträffade den 6 september 1885.

### Bosnienkrisen
Bosnienkrisen 1908-1909 (Annektionskrisen) meddelades den 5 oktober 1908, då Bulgarien förklarat fullt oberoende föregående dag, Österrike-Ungern, som ockuperat Bosnien och Hercegovina sedan 1878 i enlighet med Berlinkongressen, meddelade att man tänkte annektera Bosnien och Hercegovina, en region som främst beboddes av slaviska folkslag (serber, kroater och slaver med muslimsk tro). Ryska riket, Osmanska riket, Storbritannien, Italien, Serbien, Montenegro, Tyskland och Frankrike visade intresse. I april 1909 meddelades att  Freden i Berlin lagts till för att acceptera nytt oförändrat tillstånd för att få slut på krisen. Krisen skadade relationerna mellan å ena sidan Österrike-Ungern och å andra sidan Ryssland och Serbien. Annekteringen och reaktionerna var bidragande orsaker till första världskriget.

### Balkankrigen och följande förändringar

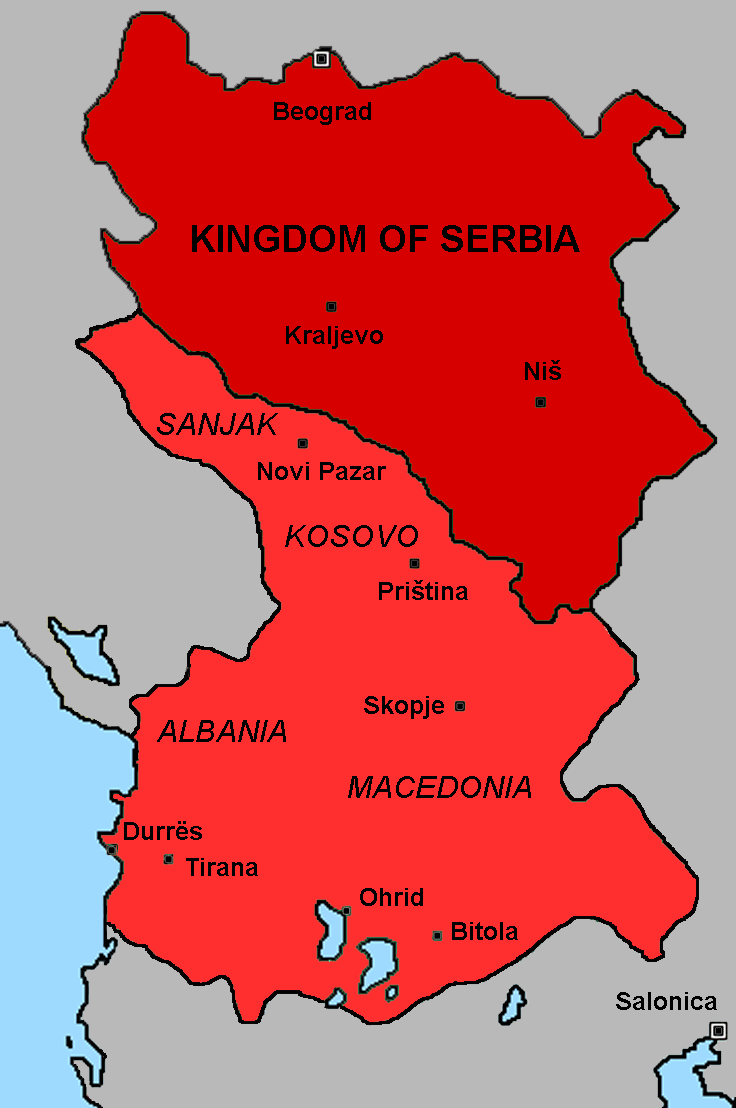
Kungariket Serbiens större territoriella expansion 1913.

Serbien, vinnare i båda Balkankrigen, utökade sina territoriella områden på centrala Balkan och utökade sitt territorium nästan dubbelt. Under 1912 års krig togs det mesta av Kosovo från Osmanska riket av Serbien medan regionen Metohija (känd som Dukagjinidalen bland etniska albaner) togs från Kungariket Montenegro. Över århundraden växlade befolkningen bland etniska serber och albaner efter territoriella förändringar. Som ett resultat av denna multietniska blandning i Kosovo, möttes den nya administrationen av blandade åsikter bland lokalbefolkningen. Medan albaner inte välkomnade serbiskt styre, såg den icke-albanska befolkningen i Kosovo (mest serber, men även andra slaviska folk) det som en befrielse.
Efter Första Balkankriget 1912 erkändes Kosovo internationellt som en del av Serbien och norra Metohija som en del av Montenegro efter Freden i London i maj 1913. 1918 blev Serbien en del av Sloveners, kroaters och serbers stat, senare Jugoslavien. Oenighet om Makedonien hos medlemmarna av Balkanförbundet ledde till att Andra Balkankriget började. Här slogs Serbien och Grekland mot Bulgarien 1913. Det slutliga avgörandet för vem som tog vilka delar godkändes vid Freden i Bukarest samma år. Serbien koma att ta over vad som kallades Vardar-Makedonien, som nu är Republiken Makedonien.

### Skotten i Sarajevo
Skotten i Sarajevo mot Franz Ferdinand den 28 juni 1914 i Sarajevo (då del av Österrike-Ungern) ledde spänningen mellan Österrike-Ungern och Serbien till krig. Bakom mordet låg organisationen, Svarta handen, från Serbien. De stöddes av en "underjordisk järnväg" av serbiska civila och militära officerare som försåg dem med transporter och gömde dem; och medlemmar av Serbiens militär tränade dem, hjälpte dem, försåg dem med vapen, kartor och annan information. Efter mordet arresterades sammansvärjare i Bosnien-Hercegovina och ställdes inför rätta i Sarajevo i oktober 1914.
Det politiska målet med avrättningen var att ta Österrike-Ungerns sydslaviska provinser från dem. Mordet utlöste en kedjereaktion av internationella händelser som drog med Ryssland och andra europeiska stormakter. Krig utbröt i Europa inom de kommande 37 dagarna.

### Första världskriget

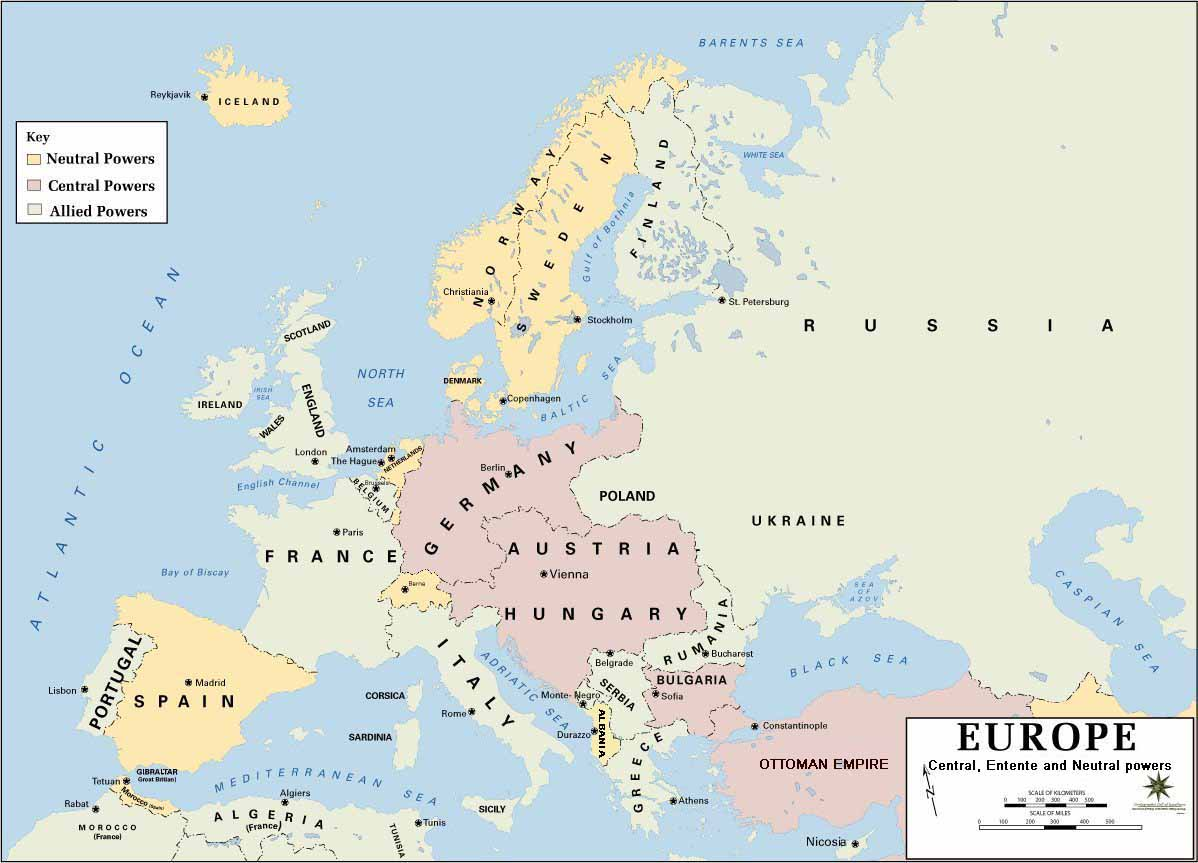
Kungariket Serbien i Europa, 1914.

Serbien vann 1914 den första allierade vinsten i första världskriget. 1915 ockuperades staten av utländska soldater under en kombinerade invasion av Österrike-Ungern, kejsardömet Tyskland, och Kungariket Bulgarien. Vid krigsslutet förändrades Serbien snabbt inom några dagar. Mot slutet av 1918 införlivades Kungariket Montenegro på Podgoricaförsamlingen. Man gick samman med tidigare icke erkända Sloveners, kroaters och serbers stat för att bilda en ny slavisk stat, Serbers, kroaters och sloveners stat. Den nya staten fortsatte styras av den serbiska monarken.

## Regenter

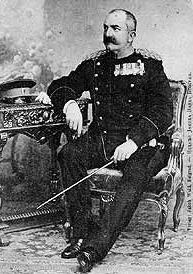
Milan Obrenović, Kung av Serbien.

Under existensen styrdes kungariket växlande av två dynastier: Huset Obrenović och Huset Karađorđević. Kung Milan Obrenović regerade från 6 mars 1882 till 6 mars 1889, då han avsade sig tronen. Han ersattes av sin son, Aleksandar Obrenović, som styrde från 6 mars 1889 till 11 juni 1903, då han avsattes av en grupp officerare. Mordet på kungaparet (kungen och drottning Draga) av Svarta handen chockade Europa. Detta banade iväg för ättlingar till Karađorđe (Karageorge), som av serberna på Balkan ansågs var den person som kastade ut osmanerna, att återvända. Petar Karađorđević kunde först inte bli kung, för han var upprörd av statskuppförsöket. Men han godkände sedan det och blev kung från den 15 juni 1903 till 1 december 1918, dagen då Serbers, kroaters och sloveners kungariket (Kungariket Jugoslavien) förklarades.

## Internationella relationer
Mellan de båda världskrigen var Kungariket Jugoslavien, som ersatte Kungariket Serbien, med i en "liten entent" mellan Tjeckoslovakien, Rumänien och Serbien. Alliansen stöddes av Frankrike och upplöstes 1934, då det tyska inflytandet i Europa växte.

## Städer
De största städerna i Kungariket Serbien var (med befolkningssiffror från 'omkring 1910-1912):
- Belgrad (huvudstaden) – 100 000.
- Prizren – 60 000.
- Bitola – 54 000.
- Skopje – 50 000.
- Niš – 25 000.
- Veles – 24 000.
- Pristina – 20 000.
- Prilep – 20 000.
- Kragujevac – 18 500.
- Ohrid – 18 000.
- Leskovac – 14 300.
- Tetovo – 14 000.
- Požarevac – 13 600.
- Šabac – 12 800.
- Mitrovica – 12 000.
- Vranje – 10 500.
- Pirot – 10 000.

## Kartor

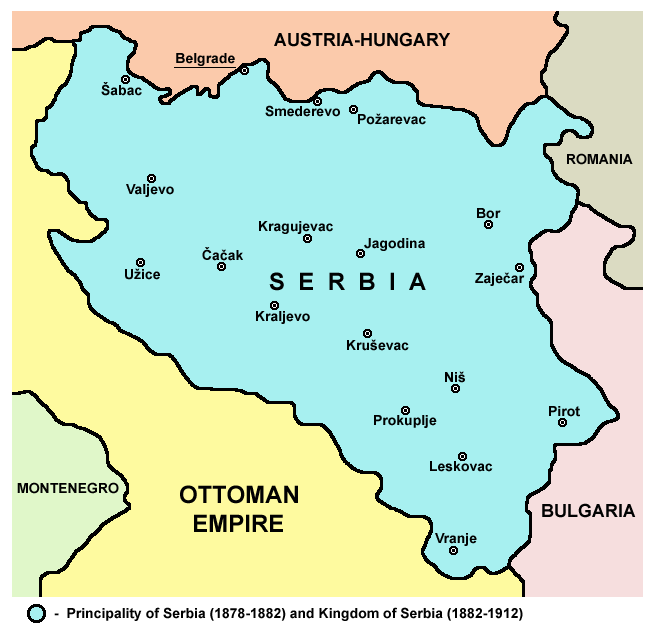
Kungariket Serbien 1882-1912.
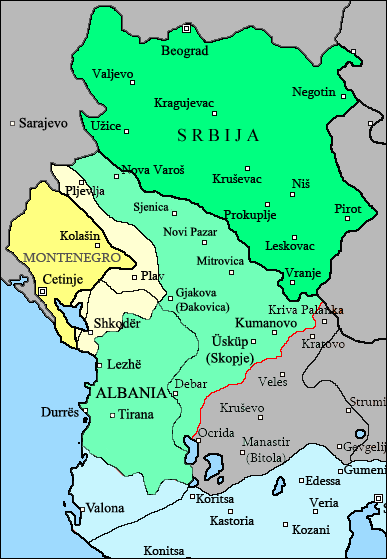
Kortlivad territoriell expansion av Kungariket Serbien 1912, efter första Balkankriget.
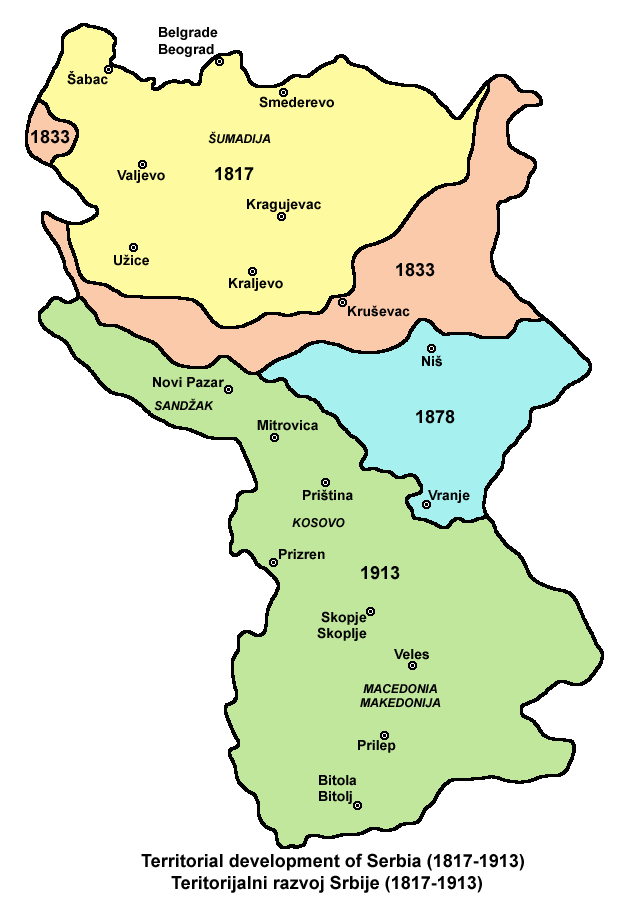
Territoriell utveckling av Furstendömet Serbien och Kungariket Serbien 1817-1913.
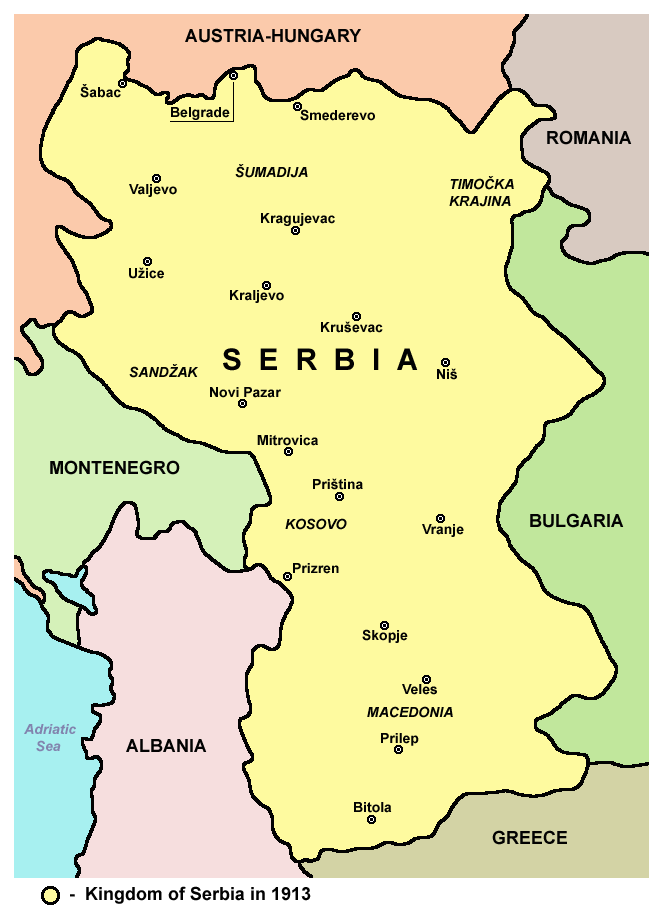
Kungariket Serbien 1913.
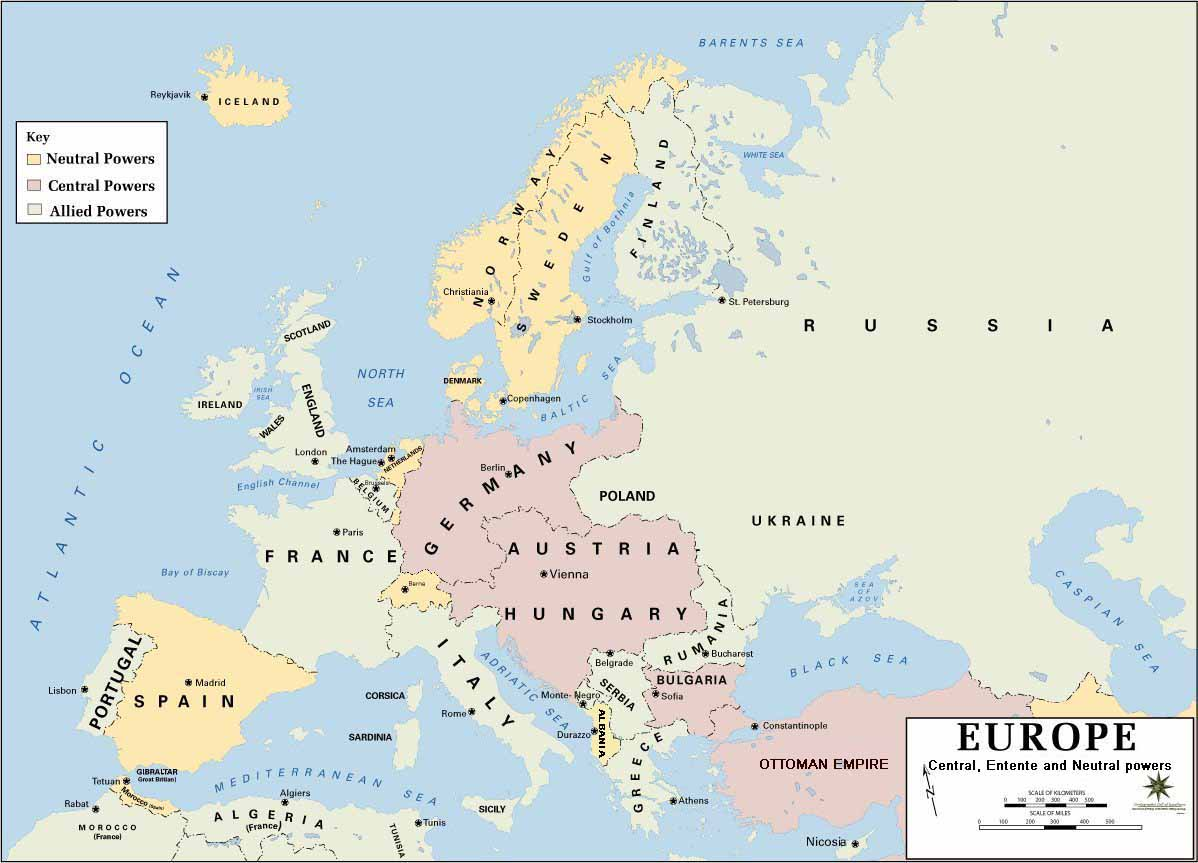
Kungariket Serbien i Europa 1914.
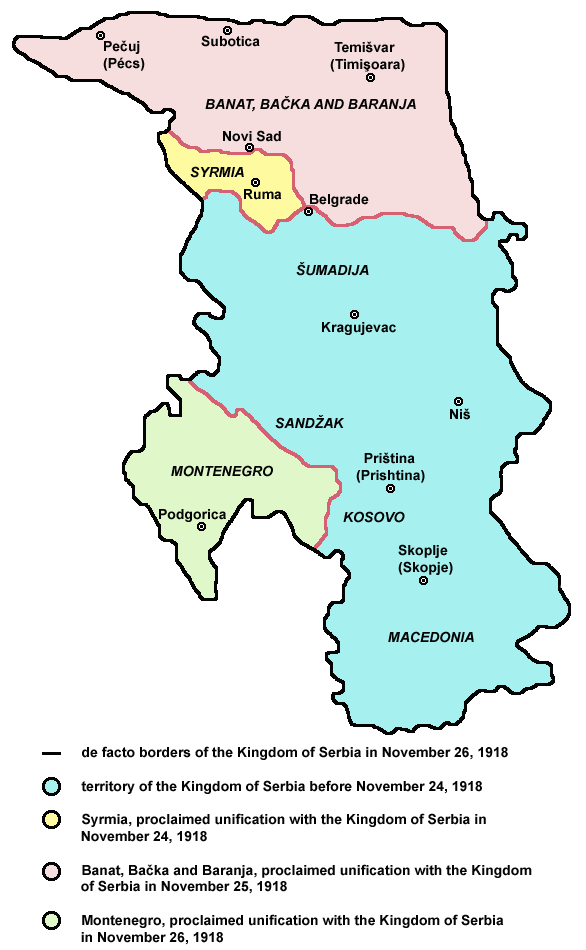
Kungariket Serbien 1918 (27 november - 1 december), efter föreningen med Srem (24 november), Vojvodina (25 november) och Kungariket Montenegro (27 november).